# Melastomataceae
Melastomataceae es una familia de plantas del orden Myrtales que comprende unos 188 géneros y 4960 especies de  herbáceas anuales o perennes, arbustos y pequeños árboles. Se distribuyen por las zonas tropicales de todo el mundo con dos tercios de los géneros en América. 
Se identifican fácilmente porque sus hojas son simples, opuestas, con la venación acródroma, no poseen estípulas ni exudado u olor.

## Descripción
Son hierbas anuales o perennes, arbustos o árboles pequeños, a veces epífitas o trepadoras escandentes; plantas hermafroditas o raramente dioicas. Hojas simples, opuestas, decusadas, generalmente con 3–7 (–9) nervios longitudinales originándose en la base de la lámina (1-nervias en  Mouriri y en varias especies con hojas lineares), o plinervias (los nervios internos divergiendo desde el nervio principal más arriba de la base de la lámina), raramente pinnatinervias (con 3 o más pares de nervios primarios divergiendo desde el nervio principal en puntos sucesivos sobre la base de la lámina). Inflorescencia de panículas o cimas terminales o axilares, o flores solitarias, flores generalmente 4–6 (–8)-meras, hipanto con los sépalos, los pétalos y los estambres en un toro (anillo vascular) en o cerca de la base de los lobos del cáliz; cáliz generalmente abierto en la yema (en nuestras especies caliptrado en Conostegia y Graffenrieda) o cerrado en la yema pero rompiéndose en segmentos irregulares persistentes (en algunas especies de Miconia); pétalos libres, típicamente obovados, blancos a morados; estambres mayormente en doble número que pétalos (diplostémonos) pero comúnmente pleostémonos en  Conostegia, isomorfos a dimorfos, anteras abriéndose por 1–2 (a veces más) poros terminales o subterminales, truncados o inclinados, el conectivo frecuentemente prolongado por abajo de las tecas y provisto de diferentes tipos de apéndices dorsales y/o ventrales; ovario (1–) 2–5 (–10)-locular, súpero o ínfero, placentación axilar, óvulos numerosos. Fruto una cápsula loculicida envuelta por el hipanto, o una baya; semillas pocas a muchas, de varias formas, sin endosperma.

## Usos
Un grupo grande de melastomatáceas tiene frutos que son bayas y algunas especies son comestibles. Entre ellas algunas especies de los géneros Conostegia, Miconia y Bellucia. Varias especies son usadas como ornamentales e introducidas en muchos lugares del mundo y en algunos casos se han convertido en especies  invasoras. Algunas especies comúnmente usadas como ornamentales son Tibouchina urvilleana y Tibouchina semidecandra.